# Cantón de Courson-les-Carrières
El cantón de Courson-les-Carrières era una división administrativa francesa, que estaba situada en el departamento de Yonne y la región de Borgoña.

## Composición
El cantón estaba formado por once comunas:
- Courson-les-Carrières
- Druyes-les-Belles-Fontaines
- Fontenailles
- Fouronnes
- Lain
- Merry-Sec
- Molesmes
- Mouffy
- Ouanne
- Sementron
- Taingy

## Supresión del cantón de Courson-les-Carrières
En aplicación del Decreto n.º 2014-156 de 13 de febrero de 2014, el cantón de Courson-les-Carrières fue suprimido el 22 de marzo de 2015 y sus 11 comunas pasaron a formar parte del nuevo cantón de Vincelles.